# Mariam Toloba
Mariam Toloba, född den 20 september 1999, är en belgisk fotbollsspelare.

## Karriär
Mariam Toloba inledde sin seniorkarriär i K.A.A. Gent år 2015. Hon har även spelat för RSC Anderlecht och Standard Liège innan hon kontrakterades av FC Nantes år 2025. Hon har även representerat det belgiska damlandslaget där hon debuterade år 2024.